# Elmare
Het dorp Elmare (mogelijk ook bekend onder de namen Sint-Nicolaas in Vaerne of Langaardenburg) kende maar een korte geschiedenis.  Het lag ten zuiden van IJzendijke, niet ver van Sint-Margriete in een woest veengebied nabij het riviertje de "Helmare". Het dorpje ontstond  na de stichting van de Priorij van Elmare in 1144, maar verdween samen met de priorij in de grote vloed van 1375.  
In 1135 en 1135 had graaf Diederik van de Elzas 20 bunder (20 hectare) moergrond in de omgeving van het hedendaagse Waterland-Oudeman geschonken aan de Sint-Pietersabdij in Gent. Het was een niemandsland zonder afgebakende grenzen, een gebied met verbrokkelde ontginningen waarvan de verspreide bewoners nog geen echte gemeenschap uitmaakten, te ver afgelegen en moeilijk bereikbaar voor de omliggende parochies. Alles was daar nog in wording. Aangezien de grond vrij rijk was aan turf bouwden de monniken er in 1144 onder leiding van Nothold, een proosdij. De kloostergemeenschap moet vrij klein geweest zijn, want van 20 bunder konden toen  hoogstens 7 tot 8 mensen leven. Achttien jaar later brandde de proosdij af en kon de nieuwe proost Ascricus opnieuw beginnen. De kapel voor de Heilige Maagd werd groter en mooier heropgebouwd. Op 700 meter van de proosdij kwam er een molen. 
De omgeving werd ontgonnen en productief gemaakt, wat zorgde voor een bevolkingsaangroei. In 1229 werd een eindje van de proosdij een parochiekerk gebouwd, toegewijd aan Sint Nicolaas (bouwjaar 1229) Op 700 meter van de proosdij kwam er een molen. Rond 1252 vestigde zich een aantal mensen rondom de St.-Nicolaaskerk. Enkele bronnen spreken vanaf dan over Sint-Nicolaas in Vaerne wanneer men over het dorp spreekt en over Elmare wanneer men de proosdij van de monniken bedoelt. De bewoners van het dorp waren horigen. Elmare had een verbindingsweg naar het ook verdwenen dorp Oostmanskerke. Verder zou er een ridderkasteel, het Steenenhof, hebben gestaan. 
Tijdens de grote stormvloed van 1375/1376 verdween het dorp van de kaart. De proosdij Elmare raakte onherstelbaar beschadigd. In 1377 werd de molen afgebroken en herbouwd bij het hof Russchevliet, in 1390 volgde afbraak van de kapel van de proosdij en werd het bruikbare bouwmateriaal verscheept naar Russchevliet. In 1553 werd, na herinpoldering van het gebied in 1502, een nieuw Sint-Nicolaas in Vaerne gesticht, de latere parochie Waterland-Oudeman in de omgeving van de locatie van Elmare. 
In 1972 wist men de fundamenten van de kerk terug te vinden evenals resten van het kerkhof. Verder treft men nog overblijfsels van dit verdronken Elmare aan in het aloude gehucht Steenhove onder Schoondijke, bij Waterlandkerkje. Een watergang (vroeger een kreek) heet er nog de Mare en tot halverwege de 19de eeuw stond er nog een huis dat men het Klooster noemde.
Ondanks dat het dorp al meer dan 500 jaar is verdwenen leeft het nog steeds voort in de fabel Van den vos Reynaerde.
Een uitgebreid en grondig gedocumenteerd artikel over Elmare verscheen in 1962 in het heemkundig tijdschrift 'Appeltjes van het Meetjesland'.